# Gerbillus brockmani
Gerbillus brockmani је врста глодара из породице мишева.

## Распрострањење
Ареал врсте је ограничен на једну државу. Сомалија је једино познато природно станиште врсте.

## Угроженост
Подаци о распрострањености ове врсте су недовољни.